# ГЭС Порту Примавера
ГЭС Порто Примавера им. Сержио Мотта (порт. Usina Hidrelétrica Porto Primavera или Usina Hidrelétrica Engenheiro Sérgio Motta) — гидроэлектростанция в Бразилии с установленной мощностью 1,5 ГВт, названа в честь проживавшего в Сан-Паулу инженера Сергио Мотта, расположена на реке Парана.
Плотина ГЭС составляет в длину 11,4 км, что делает её самым длинным сооружением такого рода в Бразилии.

## Основные сведения
Строительство электростанции было начато в 1980 годах, запуск первого гидроагрегата произошёл в 1999 году, последнего — в 2003 году. Основные сооружения ГЭС включают в себя:
- дамбу высотой до 38 м и длиной 11 380 м;
- машинный зал, в котором установлены 14 гидроагрегатов с турбинами Каплана, мощностью 110 МВт каждый, рассчитанных для работы при напоре 18 м. В машинном зале предусмотрено место для установки еще 4-х гидроагрегатов;
- плотина ГЭС оборудована 520−метровым рыбопропускным каналом;[4]
- однониточный шлюз с камерами 210×17 м и пропускной способностью 27 млн т в год.[5]

Плотина ГЭС сформировала водохранилище, которое на отметке 253 м НУМ имеет площадь 2250 км2, полный объем 19,9 км3, средние и максимальные глубины, соответственно, составляют 8,9 и 18,3 м.
При максимальной сработке воды размер водоема уменьшается до 572,5 км2, полезный объем водохранилища составляет 18,5 км3. Водохранилище ГЭС играет регулирующую роль в притоке воды в водохранилище более мощной ГЭС Итайпу, которая расположена ниже по течению реки.